# Matt McGue
Matthew McGue – amerykański genetyk behawioralny i psycholog, profesor Uniwersytetu Minnesoty. Znany przede wszystkim z badań, w ramach których porównywano pary bliźniąt i na tej podstawie szacowano wkład czynnika genetycznego i środowiskowego w wariancję obserwowanych różnic indywidualnych. Pełnił funkcję przewodniczącego Behavior Genetics Association. Obecnie jego zainteresowania badawcze koncentrują się wokół rozwoju uzależnienia od substancji oraz wkładu czynnika genetycznego w proces starzenia.
W 1981 opublikował w czasopiśmie Science wspólnie z Thomasem Bouchardem artykuł naukowy pt. Familial studies of intelligence. A review zawierający metaanalizę 111 badań dotyczących wkładu czynnika genetycznego i środowiskowego w różnice indywidualne w inteligencji. W ich analizie łącznie uwzględniono aż 113 000 par osób o zróżnicowanym stopniu pokrewieństwa, wychowywanych razem bądź oddzielnie.